# 久助
久助（きゅうすけ）とは、製造工程で割れたり欠けたりした、規格外の煎餅やあられなどを集めて、正規品よりも安い価格で販売するものである。割れ菓子。

## 概要
訳あり商品のひとつ。米菓業界でよく使われている業界用語のひとつであるが、包装された袋に表記されることもあるため、消費者の一部にも知られている。米菓以外では、小麦粉の甘煎餅、洋菓子のラスクなどでも同様に使用される例がある。
割れていて、形状が不完全でも味覚的には正規品と比べて遜色なく、大きな煎餅の場合は、食べる際にわざわざ割ることもあるため、自分で食べるためには気にしない消費者も多い。また、たいてい複数の製品が混合されていて、大きめの包装となっているために、安価にいろいろな味を楽しむことができる。
ただ、煎餅などでは、形状は完全でも、少し加熱しすぎたものなどが入れられる場合もあり、その場合は風味が正規品よりも劣る。
正規の販売ルートでは流通せず、製造直売店や、菓子や食品の安売り専門店、道の駅、ネット通販などで限定販売されることが多い。
昨今は、フードロス削減の一環として、フードバンク、子ども食堂、児童養護施設などに寄付し、社会貢献活動に取り組んでいる企業もある。

## くず粉
和菓子職人や和食料理人の間で言う久助とは、本葛粉のことである。
江戸時代の1819年（文政2年）に筑前国秋月藩の職人久助が、選別法、精製法を研究して作り出した純白の本葛粉は上質のため、藩主の黒田長韶に献上されて賞賛を受け、江戸幕府への献上品ともなった。このため、江戸市中も名声を博し、久助葛と呼ばれた。やがて略して久助と呼ばれるようになり、現在も本葛粉のことを業界用語で久助と呼んでいる。

## 語源
諸説あり、どの説が正しいという決定的な資料は見出されていないが、用例の広がりから久助葛の駄洒落説がやや有力である。
- 江戸時代から良質な本葛の久助葛が愛用され、和菓子職人・料理人の間で久助と略称していた。割れた屑物の菓子に、葛という同音を掛けた駄洒落で「久助」と呼んだ。なお、菓子を作り終えた時に余った材料を「久助種」と呼び、これで賄い用や自家用の別の菓子を作ることもある。
- 完全なもの(10)に少し欠けている(9)ことから、「九助」となり、転じて「久助」となる。
- 五助という職人がへまばかりするので、親方が怒りのあまり「久助」と呼び間違えた。
- 江戸時代の奉公人に「久助」が多かったことから、奉公人がお土産に持って帰るものも換喩でこう呼んだ。